# Suininki
Suininki este o arie protejată (arie specială de conservare — SAC, sit de importanță comunitară — SCI, arie de protecție specială avifaunistică — SPA) din Finlanda întinsă pe o suprafață de 725 ha, integral pe uscat.

## Localizare
Centrul sitului Suininki este situat la coordonatele 66°03′58″N 29°36′32″E / 66.0661°N 29.6089°E.

## Înființare
Situl Suininki a fost declarat sit de importanță comunitară în august 1998 pentru a proteja 11 specii de animale. Alte tipuri de protecție:
- arie de protecție specială avifaunistică (în august 1998)[2]
- arie specială de conservare (în aprilie 2015)[1][3][4]

## Biodiversitate
Situată în ecoregiunea boreală, aria protejată conține 7 habitate naturale: Ape puternic oligomezotrofe cu vegetație bentonică cu Chara spp., Lacuri eutrofice naturale cu vegetație de tip Magnopotamion sau Hydrocharition, Cursuri de apă de la nivel de câmpie la nivel montan, cu vegetație Ranunculion fluitantis și Callitricho-Batrachion, Mlaștini alcaline, Turbării Aapa, Taiga vestică, Mlaștini împădurite.
La baza desemnării sitului se află mai multe specii protejate de  păsări (11): lebădă de iarnă (Cygnus cygnus), Emberiza rustica, cufundar polar (Gavia arctica), codalb (Haliaeetus albicilla), Hydrocoloeus minutus, Larus fuscus fuscus, Mergellus albellus, codobatura galbenă (Motacilla flava), chiră de baltă (Sterna hirundo), Sterna paradisaea, fluierar de mlaștină (Tringa glareola).
Pe lângă speciile protejate, pe teritoriul sitului au mai fost identificate 10 specii de plante.